# Fernandel
Pour les articles homonymes, voir Contandin et Fernandel (homonymie).
Fernand Contandin, dit Fernandel, né le 8 mai 1903 à Marseille et mort le 26 février 1971 à Paris 16e, est un acteur, humoriste, chanteur et réalisateur français.
Issu du music-hall, il est durant plusieurs décennies l'une des plus grandes vedettes du cinéma français. Véritable champion du box-office, il parvient au cours de sa longue carrière à attirer plus de 200 millions de spectateurs dans les salles.
Comique emblématique du cinéma d'avant et d'après la Seconde Guerre mondiale, il joue dans nombre de films devenus des classiques, parmi lesquels on note Angèle, Regain, Le Schpountz, La Fille du puisatier, Topaze, L'Auberge rouge, Le Mouton à cinq pattes, Ali Baba et les Quarante Voleurs ou La Cuisine au beurre, au même titre que plusieurs de ses personnages récurrents, à l'image de celui de la série de films Don Camillo. Il tient également avec succès certains rôles plus dramatiques, notamment dans Naïs puis La Vache et le Prisonnier en 1959 ou encore, à la fin de sa vie, Heureux qui comme Ulysse.
Chanteur populaire, il laisse une discographie importante, parsemée là aussi de célèbres chansons faisant souvent partie de la bande originale de ses films ou de ses apparitions à la télévision ou à la radio, parmi lesquelles : On m’appelle Simplet, Ignace, Félicie aussi ou Le Tango corse. Reconnaissable à ce qu'il désigne lui-même sa « gueule de cheval », il acquiert une popularité internationale, au point que le 3 mai 1968, le général de Gaulle déclare lors d'une réception à l'Élysée que cet acteur est « le seul Français qui soit plus célèbre que [lui] dans le monde ».

## Biographie

### Origines familiales et enfance
Fils de Denis Charles Contandin, comptable, né à Marseille en 1871, et de Désirée Françoise Bédouin, couturière-tailleuse, née à Marseille en 1879, Fernand Joseph Désiré Contandin naît au 70, boulevard Chave à Marseille,. L’un de ses arrières-grands-pères paternels, Thomas Contandin, né en 1796, est originaire du Piémont, de la vallée occitane du Cluson (val Chisone), dans la province de Turin, précisément de Méan/Meano (aujourd'hui subdivision de la commune de la Pérouse/Perosa Argentina), où on peut toujours voir la maison de ses ancêtres[réf. souhaitée]. Douanier de profession, il arrive en France dans les années 1810-1820. La forme Contandin (au lieu de Coutandin) est due à une erreur de transcription des actes italiens.
Un autre de ses arrières-grands-pères, Mathieu Maglione, originaire de Ligurie, arrive à Marseille où il exerce la profession de portefaix.
Son père, Denis Contandin, est employé comme comptable mais il est aussi comédien-chanteur amateur sous le pseudonyme de « Sined » dénomination inversée ou anacyclique de « Denis », et sa mère Désirée Bédouin, également comédienne amatrice, remarquent rapidement le talent du jeune Fernand. Il suit son père lors des concerts que celui-ci organise dans la banlieue de Marseille, montant lui-même sur les planches. À l'occasion d'un concours pour petits chanteurs amateurs, il remporte le premier prix des enfants prodiges au théâtre du Châtelet de Marseille.
Andrex, comédien et ami d'enfance de l'acteur, raconte : « Fernandel, qui n'était alors que Fernand, fit ses débuts sur scène à cinq ans en chantant le répertoire militaire avec son frère aîné, Marcel. Il connut son premier grand succès à sept ans, un jour où, paralysé par le trac, il fut propulsé sur la scène par son père, d'un grand coup de pied au derrière ; il s'empêtra dans son sabre et s'étala de tout son long sous une tempête de rires. Par la suite, il n'eut plus peur d'affronter le public. »
Fernandel a deux frères : Auguste-Marcel (1897-1961), son aîné de six ans (avec lequel il se produit un temps sous les noms de Marcel et Fernand Sined) et Francis dit Fransined (1914-2012), plus jeune que lui de onze ans, ainsi qu'une sœur, Marguerite (1910-2006).

### Jeunesse
En 1915, à la fin de l'école primaire, le père de Fernand le place pour un bref passage, à l’agence marseillaise de la Banque nationale de crédit (groupe BNP), dont il ne tarde pas à se faire congédier.
Il enchaîne ensuite les petits boulots, portant des sacs de sucre dans le port de Marseille, travaillant dans une maison de tissus et dans plusieurs banques dont la SMC (Société Marseillaise de Crédit, Groupe Société Générale),.
Parallèlement, il court le cachet comme comique troupier dans des noces et banquets ou sur les scènes des cafés-concerts de Marseille (Les Variétés, Le Palais de cristal, Le Grand Casino, L'Eldorado, l'Alcazar). Il a du succès, mais ne se prend pas au sérieux. Son profil chevalin marque les esprits, mais son caractère volage ne lui permet pas de s'assurer une situation stable.
Il prend finalement un emploi à la savonnerie du Fer-à-cheval, qu'il conserve jusqu'à son incorporation sous les drapeaux. Le 4 avril 1925, à 22 ans, il épouse Henriette Félicie Manse (1902-1984), la sœur de son ami, le parolier Jean Manse, avec laquelle il a trois enfants. C'est la mère d'Henriette qui serait à l'origine de son pseudonyme « Fernandel ». Le jeune Fernand est si empressé auprès de sa fille, qu'un jour le voyant arriver dans la rue depuis sa fenêtre, elle dit fort : « Tiens, voilà le Fernand d'elle ! » ; la phrase fait mouche. Elle est alors adoptée par le comédien pour en faire son nom de scène. Il est aussi probable que Fernandel vienne du provençal, qui signifie « petit Fernand ».
Un mois après son mariage, il commence son service militaire au 93e régiment d'artillerie de montagne de Grenoble. Il est libéré le 29 avril 1926.
Trois semaines avant cette date, le directeur de l'Odéon de Marseille l'engage pour remplacer une vedette parisienne, conspuée par le public, en première partie de programme. Le numéro de tourlourou de Fernandel, constitué des succès de Gaston Ouvrard (C'est beau la nature), de Polin (Elle a de la barbe) et quelques créations, dont deux chansons écrites par Jean Manse, est un triomphe. Jean Faraud, le directeur français de la Paramount dont fait partie l'établissement et qui assiste par hasard à la prestation, lui propose immédiatement un contrat pour se produire dans l'ensemble du circuit. Fernandel débute le 19 mars 1927 à Bordeaux où il retrouve Andrex, puis enchaîne avec Toulouse, Nice et Lille.

### Débuts parisiens

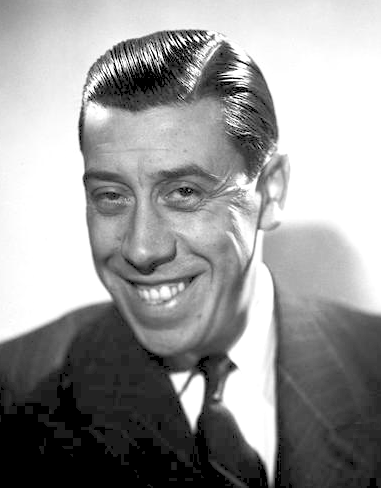
Fernandel en 1934 (Studio Harcourt).

Le 7 décembre 1928, Fernandel fait ses premiers pas parisiens à Bobino. Grâce au succès de sa prestation, il signe dès le lendemain un contrat de dix-neuf semaines pour le circuit des cinémas Pathé de Paris. Il est également engagé au théâtre de l'Empire par Émile Audiffred. Malgré la mort de son père le 10 mars 1930, il poursuit sa carrière de comique à Paris. Installé dans un modeste hôtel de Ménilmontant, rue Pelleport, il débute à l'Élysée-Palace de Vichy. C'est là qu'Henri Varna, directeur du Casino de Paris et du théâtre Mogador, le voit et l'engage pour la revue d'hiver du concert Mayol, revue déshabillée à succès de l'époque réunissant le tout-Paris. Fernandel et Parisys y interprètent trois sketches intercalés entre les numéros de danse.

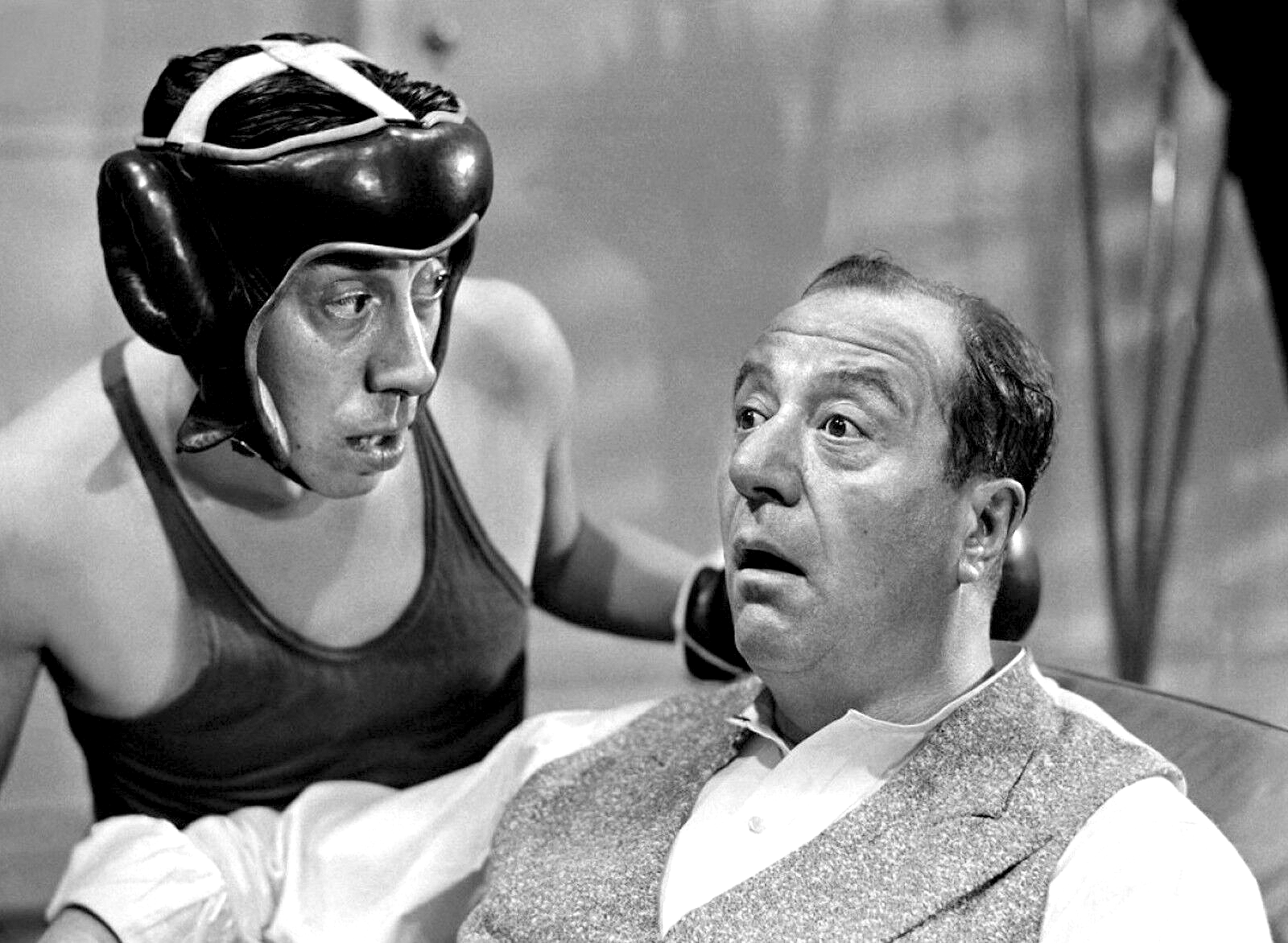
Triomphe pour Les Rois du sport en 1937, avec Raimu.

Le réalisateur Marc Allégret qui y assiste est frappé par le physique et la personnalité de Fernandel ; il décide de lui offrir le rôle d'un groom dans le film qu'il prépare avec Sacha Guitry Le Blanc et le Noir. L'année 1930 marque ainsi le début de la carrière cinématographique de Fernandel.
L'année suivante, en 1931, Jean Renoir lui offre un rôle plus important aux côtés de Michel Simon dans On purge bébé, d'après la pièce de Georges Feydeau. Cette même année, il côtoie Jean Gabin dans le film Cœur de lilas. C'est l'année suivante qu'il est pour la première fois la vedette d'un film, Le Rosier de madame Husson de Dominique Bernard-Deschamps d'après une nouvelle de Guy de Maupassant.

### Vedettariat

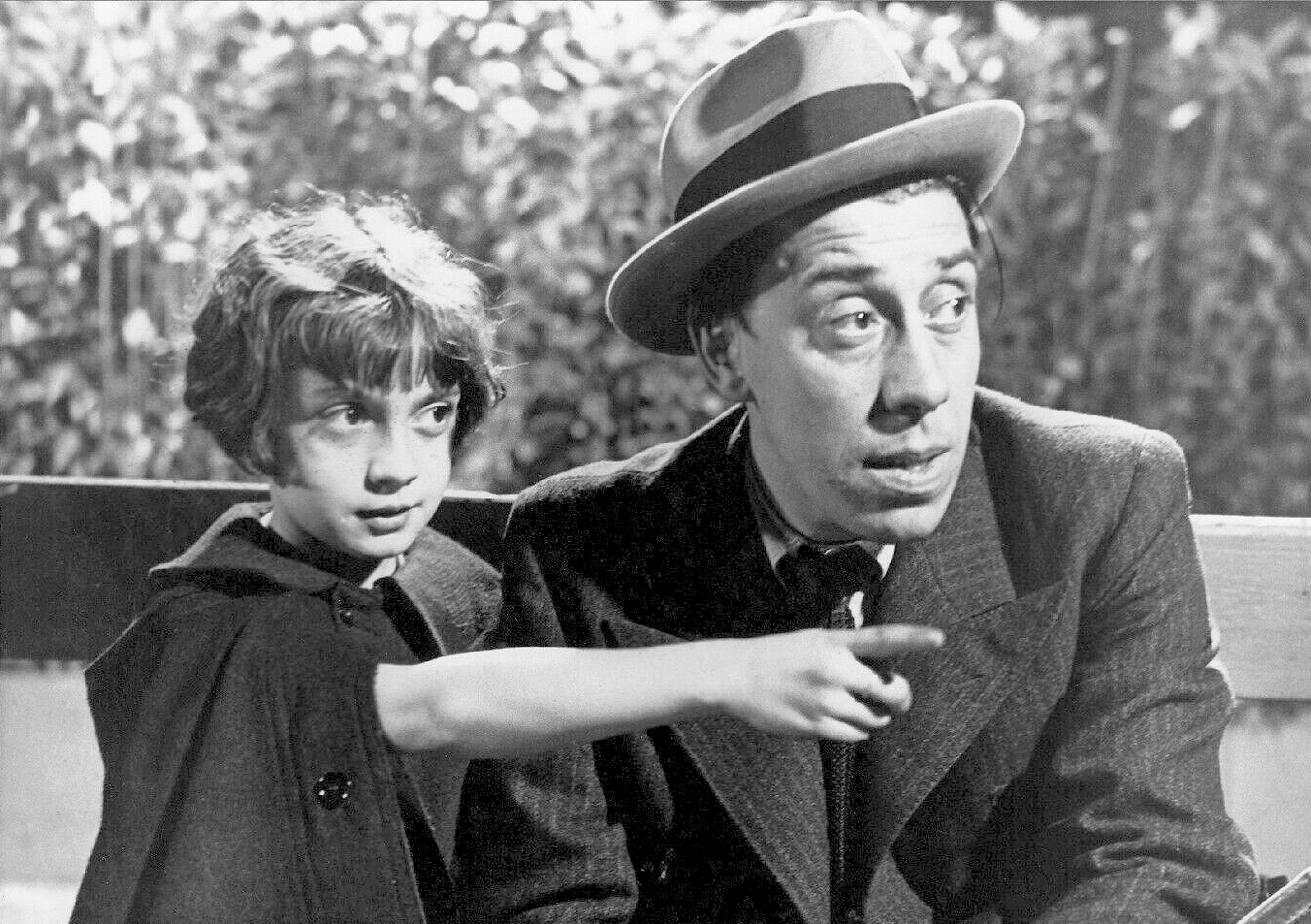
Avec sa fille Josette Contandin, durant le tournage du film Josette.

Par la suite, ses triomphes se multiplient, notamment dans les films de Christian-Jaque, Un de la légion et François Ier (1936), Josette (1937, film dans lequel joue aussi sa fille aînée), Fric-Frac (1939), mais surtout dans ceux de Marcel Pagnol : Angèle (1934), Regain (1937), Le Schpountz (1938), La Fille du puisatier (1940), Naïs (1945) et plus tard Topaze (1951). Mais à l'issue de ce dernier film, Fernandel et Marcel Pagnol se brouillent.
Les succès cinématographiques n'empêchent pas Fernandel de continuer une carrière de chanteur. Il tient un rôle dans de nombreuses comédies musicales, le plus souvent transformées en film par la suite. Certaines des chansons qu'il y interprète deviennent des tubes, comme Ignace, Simplet ou Félicie aussi.
En 1937, il publie ses premiers mémoires en feuilletons qui s'arrachent dans le quotidien communiste Ce soir.

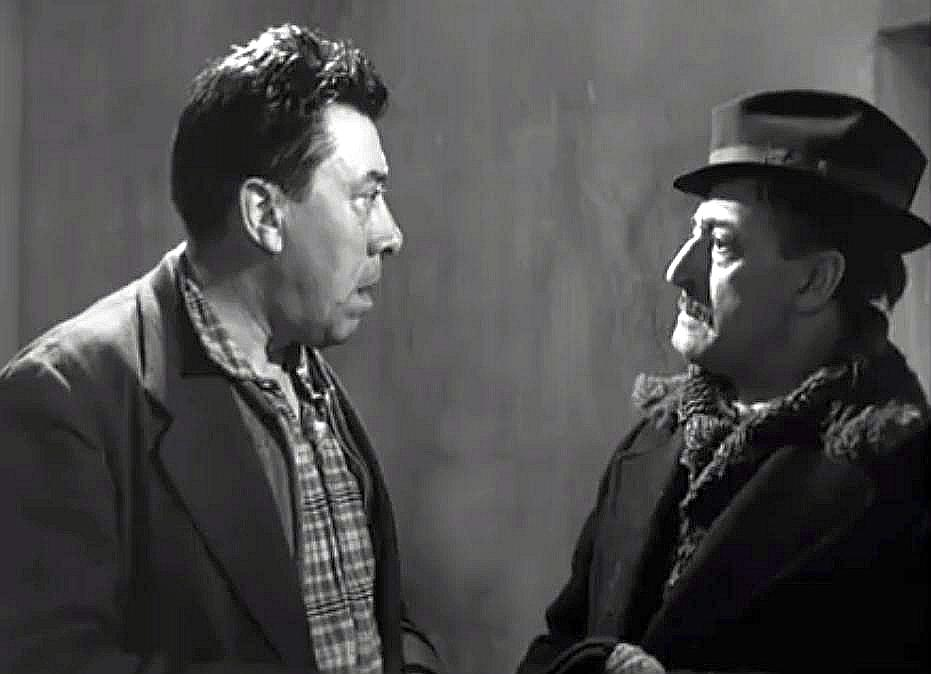
Fernandel et Totò dans La loi, c'est la loi (1958).

En 1939, à la suite de la déclaration de guerre à l'Allemagne, il est mobilisé pendant la « drôle de guerre », à Marseille, dans le 15e escadron du Train, caserne d'Aurelles. Il est cantonné dans la cour de son unité après avoir provoqué une émeute lors de son premier tour de garde, puis démobilisé à la suite de la signature de l'armistice. Il a, entre-temps, enregistré Francine (1939), chanson très engagée contre la propagande allemande.
Ses films des années 1940, dont deux qu'il réalise lui-même : Simplet (1942) et Adrien (1943), sont essentiellement tournés pour la Continental Films,, société de production financée par des capitaux allemands. Comme nombre d'artistes sous l'Occupation, il continue d'exercer sa profession et chante dans des cabarets, se fait applaudir à l'opéra (Grand Casino) et au Casino des Fleurs de Vichy et fredonne sur Radio-Paris.

### Don Camillo

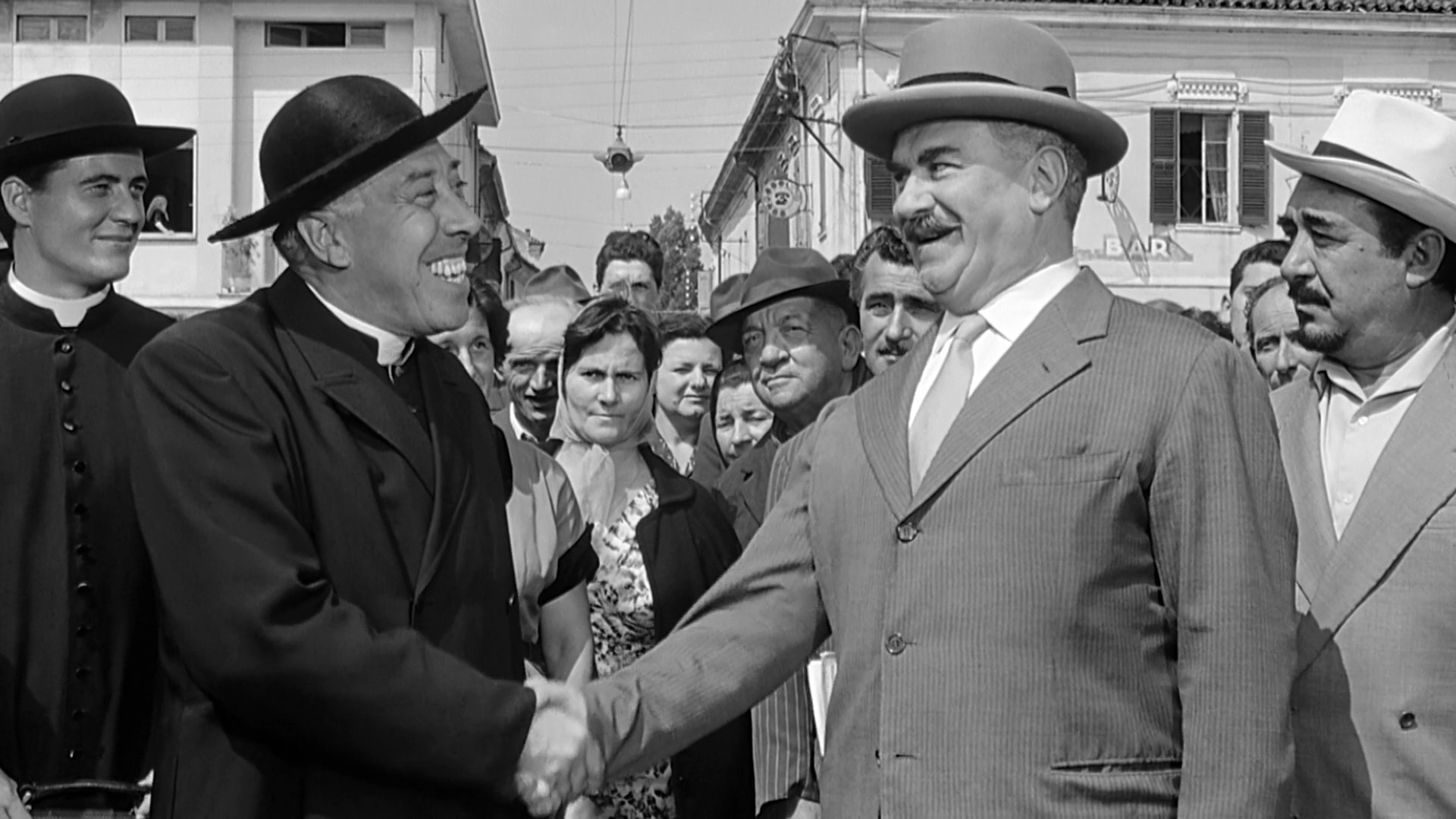
Don Camillo et Peppone (Gino Cervi), dans Don Camillo Monseigneur.

Dans les années 1950, il retrouve le succès avec des films comme L'Auberge rouge (1951) de Claude Autant-Lara, Ali Baba et les Quarante Voleurs (1954) de Jacques Becker, ainsi que La Vache et le Prisonnier d'Henri Verneuil tourné en 1959. Il réalise également Adhémar ou le Jouet de la fatalité, en 1951, sur un scénario de Sacha Guitry.
La série des Don Camillo assoit sa notoriété. L'adaptation est tirée de l'œuvre de Giovannino Guareschi, dans laquelle le curé et le maire communiste d'un petit village italien se livrent à une lutte d'influence feutrée. Son interprétation bon enfant en ces temps de guerre froide confirme son succès populaire. Il tourne, au total, six épisodes : Le Petit Monde de don Camillo (1951) et Le Retour de don Camillo (1953) de Julien Duvivier, puis, avec d'autres réalisateurs, La Grande Bagarre de don Camillo (1955), Don Camillo Monseigneur (1961), Don Camillo en Russie (1965) et enfin Don Camillo et ses contestataires, qu'il commence en 1970. Il ne peut achever ce tournage en raison du cancer qui va l'emporter l'année suivante.
Le 18 janvier 1953, alors qu'il est à Rome avec sa fille Janine, Pie XII le prie de venir au Vatican afin, dit-il, de faire la connaissance « du plus connu des prêtres de la chrétienté après le pape ». Un Fernandel de cire en Don Camillo dans son confessionnal est également installé en bonne place au musée Grévin.
Lors d'une entrevue où un journaliste lui demande de parler du succès du premier Don Camillo, il répond : « D'abord, la surprise. La surprise du personnage qu'on ne connaissait pas. La surprise de parler à Jésus. Ça fait un drôle de partenaire vous savez. J'en ai eu dans ma vie mais, je dois dire que celui-là, je lève ma barrette. »
Fernandel remporte parallèlement un grand succès public et critique avec les enregistrements discographiques des Lettres de mon moulin d'Alphonse Daudet (La Chèvre de monsieur Seguin, Les Trois Messes basses, Le Secret de maître Cornille, etc.).
En novembre 1951, il enregistre avec l'orchestre dirigé par Albert Wolff le conte de Sergueï Prokofiev Pierre et le Loup (opus 67).
En 1963, Fernandel fonde avec Jean Gabin la société de production Gafer d'après la première syllabe de leurs pseudonymes. Leur première production est L'Âge ingrat de Gilles Grangier mais elle compte aussi des succès parmi lesquels en 1968, L'Homme à la Buick de Gilles Grangier et Le Pacha de Georges Lautner, Heureux qui comme Ulysse d'Henri Colpi en en 1970, lequel marque la dernière apparition de Fernandel au cinéma et La Horse de Pierre Granier-Deferre. En 1971, on note Le Chat de Pierre Granier-Deferre et, après la mort de Fernandel, Le Tueur de Denys de La Patellière en 1972 puis, l'année suivante, L'Affaire Dominici de Claude Bernard-Aubert.

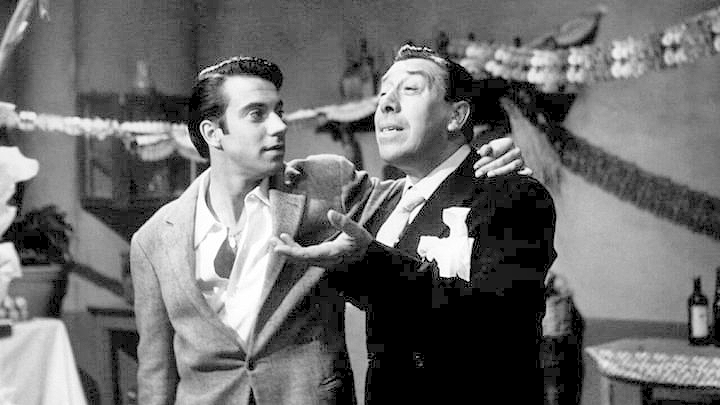
Avec son fils Franck Fernandel en 1962, lors d'un tournage en Italie.

À partir de 1968, Fernandel ralentit sa carrière au cinéma. En 1970, après Heureux qui comme Ulysse de Henri Colpi, il envisage de se mettre en retrait du cinéma, en ne participant plus qu'à quelques films. Il souhaite alors surtout travailler sur un dernier film avec Marcel Pagnol, mais celui-ci ne se concrétisera pas.

### Mort

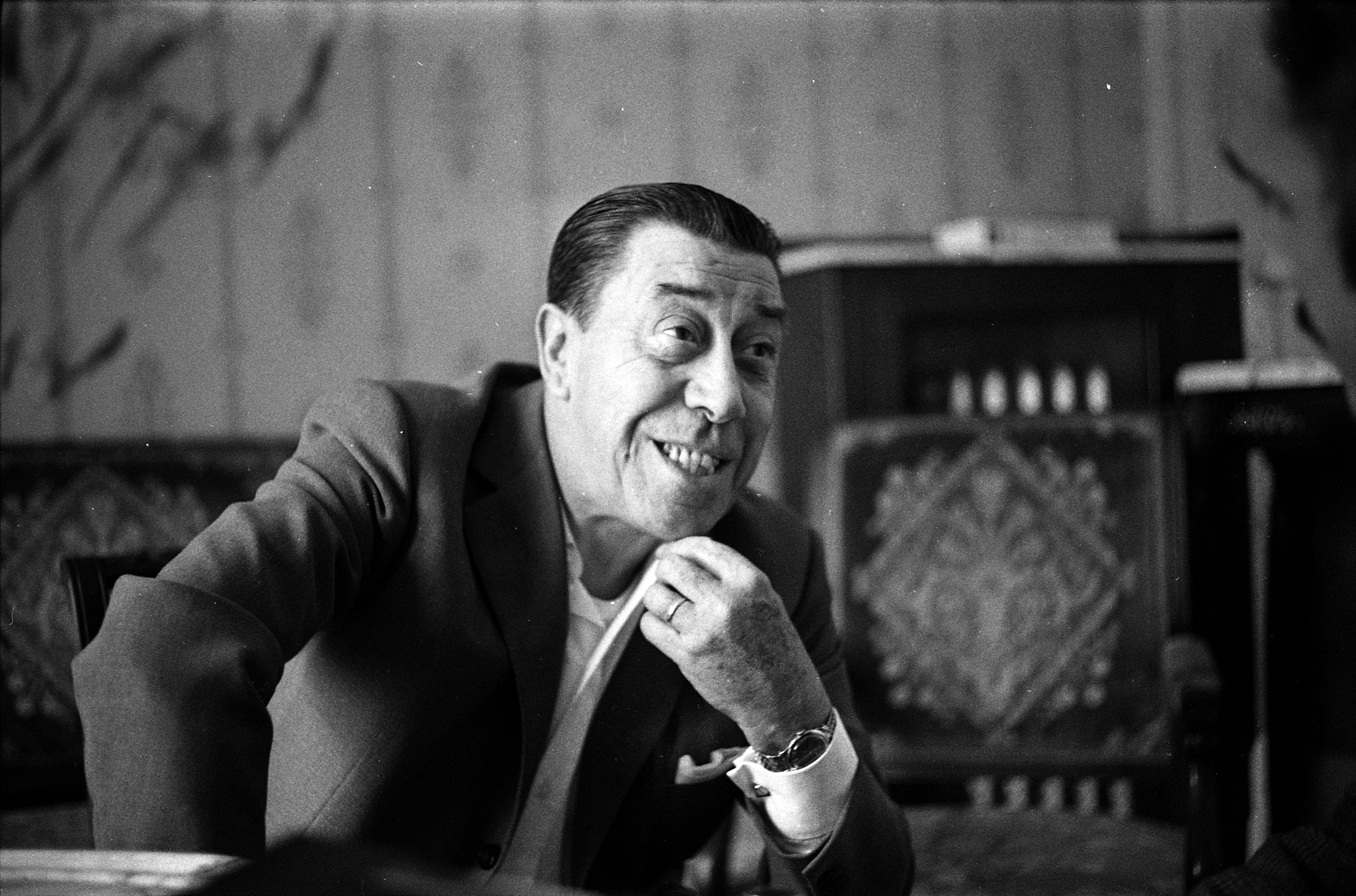
L'acteur quelques mois avant sa mort (Archives de Toulouse).

Fernandel est atteint d'un cancer généralisé, mais les médecins et sa famille lui cachent la gravité de son état. On lui fait croire qu'il est atteint d'une pleurésie qu'il aurait attrapée lors du tournage de Don Camillo et ses contestataires. Le 26 février 1971, épuisé par la maladie, il meurt dans son somptueux appartement tout en marbre au 44 de l'avenue Foch à Paris. Il est inhumé au cimetière de Passy (1re division) le 1er mars 1971 après des obsèques célébrées en l'église Saint-Honoré-d'Eylau.
Il était aussi propriétaire d'une villa à Carry-le-Rouet et d'une vaste demeure à Marseille, « les Mille Roses », sur l'avenue des Trois-Lucs, entourée d'un parc de cinq hectares.

### Vie privée

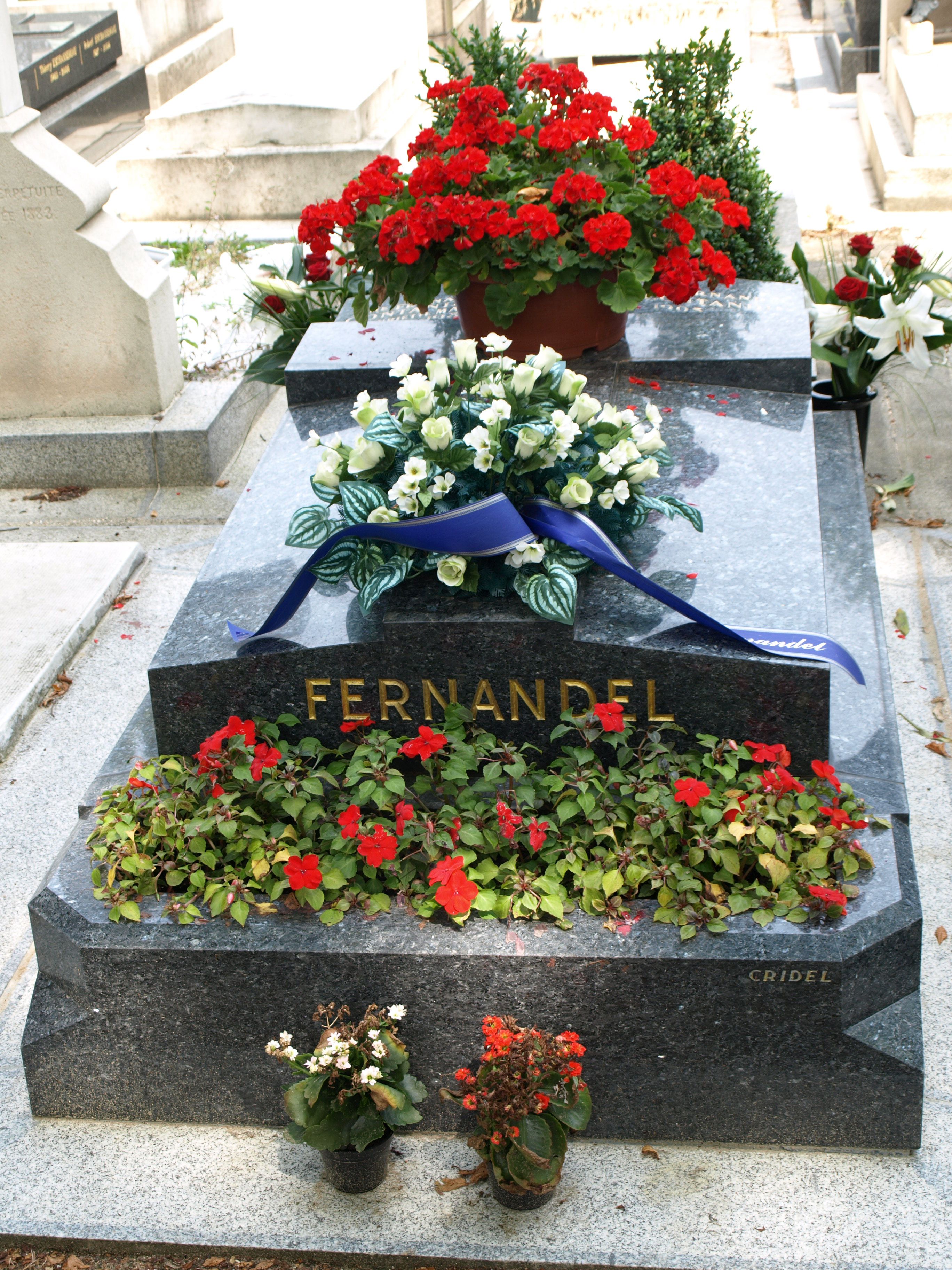
Tombe de Fernandel au cimetière de Passy.

Fernandel et son épouse Henriette Félicie Manse ont eu trois enfants :
- Josette, née le 19 avril 1926, morte le 22 novembre 2017[32] ;
- Jeannine, née le 18 avril 1930, morte le 4 janvier 2020[33] ;
- Franck, né le 10 décembre 1935, mort le 8 juin 2011[34].

Les journaux à sensation, friands de scandales autour des célébrités, n'en ont jamais trouvé aucun dans la vie privée de Fernandel. À tel point que l'un d'entre eux titre un jour, dans un geste d'autodérision : « La femme cachée de Fernandel », ladite femme étant la sienne que jamais il ne mettait en avant.

## Postérité, amitiés et hommages
Dans l'un de ses derniers entretiens, Jean Gabin témoigne de la moralité de Fernandel et de sa fidélité dans tous les domaines, tant en amitié qu'en affaires,,,,.
Son succès ne s'est jamais démenti et Marcel Pagnol dit de lui après sa mort : « Il a été l'un des plus grands et des plus célèbres acteurs de notre temps et l'on ne peut le comparer qu'à Charlie Chaplin. »

### Gabin et Fernandel
Devant gérer les revenus de plus en plus importants liés à leur succès, Gabin et Fernandel cherchent à mettre leurs économies à l'abri de l'inflation ; Fernandel choisit l'immobilier et Gabin achète des terrains en lui disant : « Les immeubles, ça s'écroule. La terre, ça reste. »
Liés par l'amitié et une grande estime, les deux acteurs ont créé en 1963 leur société de production cinématographique commune, la Gafer, nom formé par les premières syllabes de leurs noms de scène. « Nous avons bien fait de ne pas prendre celles de nos patronymes », explique Fernandel. Gabin se nomme en effet Moncorgé et Fernandel Contandin (cela aurait produit « Moncon »).

## Filmographie et box-office
Avec Louis de Funès, Bourvil et Jean Gabin, Fernandel fait partie des acteurs français ayant attiré le plus grand nombre de spectateurs dans les salles : environ 202 millions entre 1945 et 1970.
Ses films ayant eu l'audience la plus élevée sont les suivants :
| Film                             | Année | Réalisateur     | Entrées            |
| -------------------------------- | ----- | --------------- | ------------------ |
| Le Petit Monde de don Camillo    | 1952  | Julien Duvivier | 12 791 168 entrées |
| La Vache et le Prisonnier        | 1959  | Henri Verneuil  | 8 844 199 entrées  |
| Le Retour de don Camillo         | 1953  | Julien Duvivier | 7 425 550 entrées  |
| La Cuisine au beurre             | 1963  | Gilles Grangier | 6 396 529 entrées  |
| La Grande Bagarre de don Camillo | 1955  | Carmine Gallone | 5 087 231 entrées  |

## Opérette
Première création au Châtelet à la sortie de la Seconde Guerre mondiale, "Les Chasseurs d’images" sont donnés le 26 octobre 1946 pour 287 représentations. Cette opérette à grand spectacle en 2 actes et 15 tableaux des compositeurs Roger Dumas (1897-1951) et Georges Van Parys (1902-1971) est l’occasion pour le Théâtre de recevoir Fernandel en grand reporter, qui va donc débuter ici dans cette nouvelle opérette pour un voyage autour du monde[réf. nécessaire].

## Pièces de théâtre
Bien qu'une grande partie de sa vie d'artiste se soit déroulée sur des scènes — dans des revues, des opérettes ou des récitals — mais très pris par ailleurs, notamment par sa carrière cinématographique, Fernandel a peu joué de pièces de théâtre. En 1968, interviewé par Lise Élina, il n'en mentionne que deux dans sa vie, pour des rôles qui d'ailleurs ont été écrits pour lui :
- Tu m'as sauvé la vie, œuvre de Sacha Guitry créée le 15 décembre 1949 au théâtre des Variétés ;
- Freddy, œuvre de Robert Thomas, créée le 6 décembre 1968 au théâtre des Variétés[46].

## Distinctions

### Décorations
- Chevalier de la Légion d'honneur (1953, insignes remis par Marcel Pagnol)
- Officier de l'ordre des Palmes académiques[47]
- Chevalier de l'ordre des Arts et des Lettres (1960)

### Récompenses

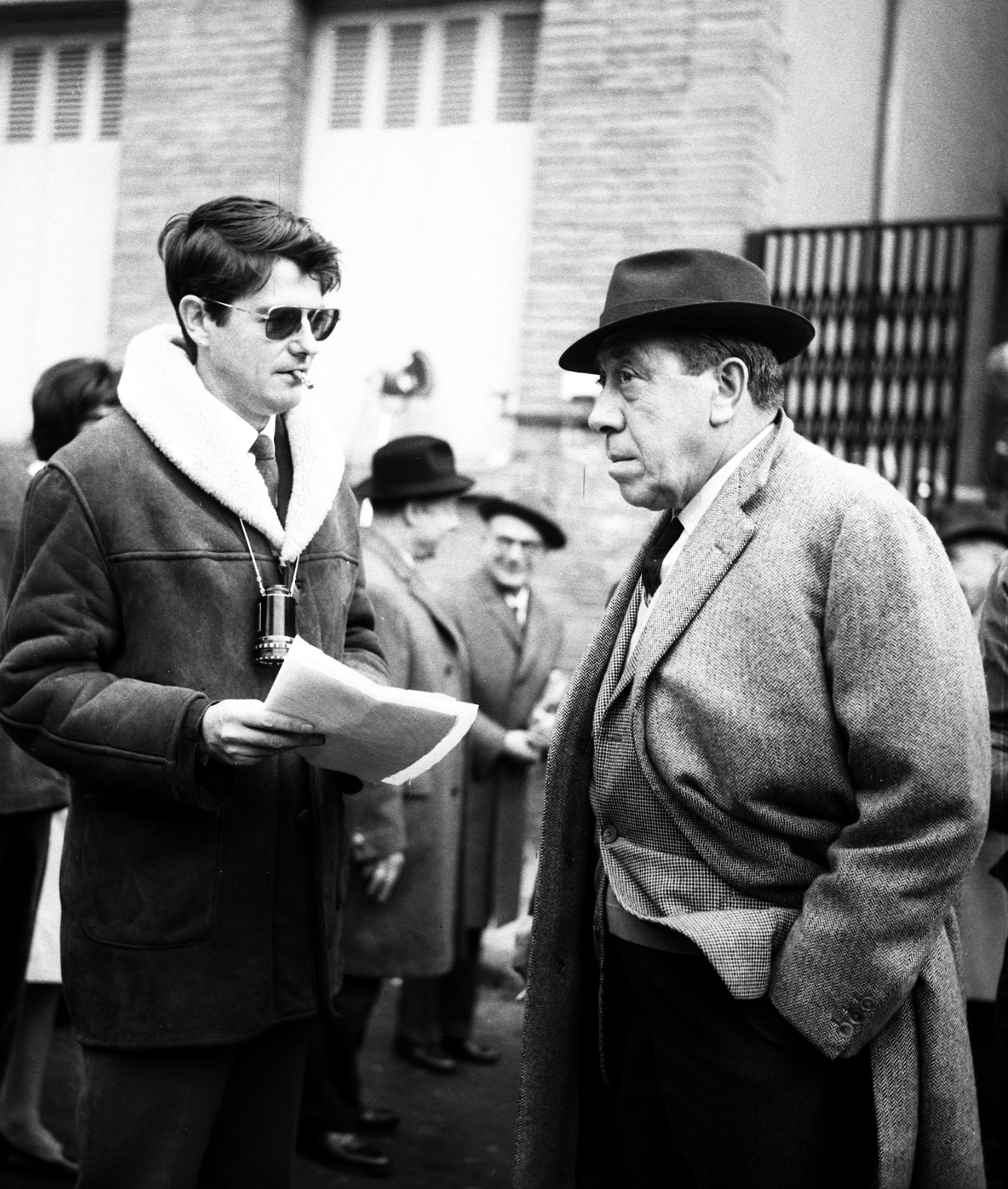
Fernandel avec Jean-Pierre Mocky dans La Bourse ou la Vie (novembre 1965).

- 1914 : Second au concours Comœdia de la chanson organisé au théâtre du Châtelet de Marseille (devenu Capitole) derrière un certain Larquet, mais lui permettant néanmoins de débuter au cabaret du Palais de cristal
- 1949 : Grand prix du rire pour On demande un assassin
- 1952 : Ruban d'argent du meilleur acteur étranger dans un film italien décerné par le syndicat des critiques cinématographiques italiens
- 1952 : Victoire du meilleur acteur pour Le Petit Monde de don Camillo
- 1953 : Grand prix de l'Académie du disque pour Lettres de mon moulin
- 1954 : médaille de l'acteur le plus populaire en Belgique (puis neuf Oscars de la popularité en Belgique wallonne)
- 1954 : Léopard d'or au Festival de Locarno 1954 grâce à ses six rôles dans Le Mouton à cinq pattes
- 1957 : citoyen d'honneur de la ville de Cassino (Italie)
- 1960 : Oscar européen de la popularité
- 1964 : prix Georges-Courteline de l'humour remis par son colauréat Bourvil
- 1964 : prix Orange de l'acteur le plus coopératif de l'année par la presse
- 1964 : Orphée d'Or de l'Académie du disque lyrique pour Mam'zelle Nitouche
- 1967 (7 décembre) : Invité du général de Gaulle au palais de l'Élysée pour une réception officielle en compagnie d'autres artistes français.
- 1968 : Intronisation au Grand Conseil des vins de Bordeaux
- 1968 : Grand prix de l'Académie du disque pour Lettres de mon moulin
- 1970 : prix remis lors de la Nuit du cinéma par Claude Dauphin